# Campeonato Europeo de Boxeo Aficionado de 1996
El XXXI Campeonato Europeo de Boxeo Aficionado se celebró en Vejle (Dinamarca) entre el 30 de marzo y el 7 de abril de 1996 bajo la organización de la Confederación Europea de Boxeo (EUBC) y la Federación Danesa de Boxeo Aficionado.

## Medallero
| Núm. | País            | Oro | Plata | Bronce | Total |
| ---- | --------------- | --- | ----- | ------ | ----- |
| 1    | Rusia           | 3   | 1     | 3      | 7     |
| 2    | Alemania        | 3   | 1     | 1      | 5     |
| 3    | Rumania         | 2   | 1     | 1      | 4     |
| 4    | Bulgaria        | 1   | 3     | 2      | 6     |
| 5    | Hungría         | 1   | 1     | 1      | 3     |
| 6    | Italia          | 1   | 0     | 1      | 2     |
| 7    | Dinamarca       | 1   | 0     | 0      | 1     |
| 8    | Ucrania         | 0   | 2     | 2      | 4     |
| 9    | Francia         | 0   | 2     | 1      | 3     |
| 10   | Turquía         | 0   | 1     | 2      | 3     |
| 11   | Suecia          | 0   | 0     | 3      | 3     |
| 12   | Bielorrusia     | 0   | 0     | 1      | 1     |
| 12   | Escocia         | 0   | 0     | 1      | 1     |
| 12   | España          | 0   | 0     | 1      | 1     |
| 12   | Inglaterra      | 0   | 0     | 1      | 1     |
| 12   | Irlanda         | 0   | 0     | 1      | 1     |
| 12   | República Checa | 0   | 0     | 1      | 1     |
| 12   | Polonia         | 0   | 0     | 1      | 1     |
|      | TOTAL           | 12  | 12    | 24     | 48    |